# Гаїчка сичуанська
Гаїчка сичуанська (Poecile weigoldicus) — вид горобцеподібних птахів родини синицевих (Paridae). Вважався підвидом гаїчки-пухляка (Poecile montanus), але виділений у 2002 році.

## Поширення
Ендемік Китаю. Поширений в південно-західній та центральній частині країни (Цинхай, Тибет, Юньнань і Сичуань). Живе в гірських лісах (переважно соснових лісах), у гаях, парках, садах і міських парках.

## Опис
Це невеликий птах завдовжки 11-12 см і вагою 8-15 грам. Його голова з великою чорною шапкою з темно-коричневим відтінком, білими щоками і маленькою чорною плямою на горлі. Черево світло-бежеве з темним попереком, спина, крила і хвіст сіро-коричневі. Хвіст квадратний. Дзьоб чорний і короткий, а лапка темно-сіра.